# Лайла Миллер
Лайла Роуз Миллер (англ. Layla Rose Miller) — персонаж Marvel Comics, появившийся в комиксе House of M #4. Персонаж был создан Брайаном Майклом Бендисом и Оливье Куапелем. Лайла Роуз Миллер является одним из основных членов команды мутантов Икс-Фактор, под кодовым именем "Бабочка" (англ. Butterfly).

## Вымышленная биография

### День М
Лайла Миллер – юная девочка-мутант, которая живёт в районе Адской кухни. Когда она просыпается утром, то понимает, что все изменилось. Лайла играет важную роль в серии сюжетах «День М». Доктор Стрэндж предположил, что Лайла была создана Алой Ведьмой, чтобы помочь супергероям восстановить их воспоминания. Благодаря Лайле восставшие супергерои смогли восстановить реальность.

### Происхождение
По мнению Доктора Стрэнджа, теория происхождения Лайлы Миллер звучит следующим образом: Лайла была молодой мутанткой, живущей в детском доме, где её дразнили другие сироты. Время, проведенное в сиротском приюте, которое заняло большую часть жизни мутантки, сильно повлияло на её решение вступить в детективное агентство Икс-Фактор. Лайлу множество раз спрашивали, как она узнаёт о каких-либо событиях наперёд. Она утверждает, что она говорит кому-либо, прежде, чем ударить. Но, поскольку она оказалась способной к манипуляции, истинность её утверждений под сомнением.

### Гражданская война
Во время Гражданской войны в Marvel, Ртуть предпринимает неоднократные попытки войти в штаб Икс-фактор Расследований. Постоянно его останавливает Лайла, которую Ртуть рассматривает как свою немезиду. Во время обсуждения остальной частью команды их позиции в войне, они в конечном итоге доходят до дня М. Позднее выясняется, что Лайла знала истину о том, почему и как это случилось, что привело к недоверию к ней со стороны команды.

### Тихая война
Когда Нелюди приходят за Ртутью, Лайла говорит Пьетро, что Чёрный Гром не планирует убивать его во время столкновения, и что ему необходимо совершить небольшое путешествие в будущее, чтобы увидеть результат того, что с ними произойдёт. Она и Джейми идут на встречу, где Лайла рассказывает, что пыталась убить Пьетро, но не смогла, потому что он убежал, и что не собирался совершать того, что ему приписывали.

## Силы и способности
Лайла является мутантом. Изначально Лайла продемонстрировала телепатические способности во время Дома М, но не с М-Дня. Однако после того как девочка восстановила реальность, то у нее появились другие способности, такие как, так называемый «Эффект Бабочки». В теории об этом эффекте говорится, что даже малейший взмах крыльев бабочки может вызвать цепочку событий. Из-за этих способностей, Лайла может знать как судьбы связаны с прошлым и будущим. В комиксе Икс-Фактор Расследование, Лайла раскрыла, что ее истинная сила — возвращать жизнь мертвым. Тем не менее, люди, которых она воскрешает — это бездушные раковины их бывших «я», поэтому она часто не использует эту силу на людях и не получает от нее никакого удовольствия.

## Другие версии

### Ultimate Marvel
В Ultimate-вселенной Лайла является ученой, которая работает на корпорацию Roxxon. Впервые появилась в комиксе «Ultimate Mystery» , где является членом Мозговой Команды Роксон. В Ultimate Comics: X-Men, Лайла с Натаниелем Эссексом разыскивают четырех мутантов для лорда Апокалипсиса, им удается заполучить Хавока. В "Ultimate Comics Spider-Man" она в составе команды ученых проводит эксперименты над Плащом и Кинжалом, в результате те получают супер силу. Вскоре она с группой противостоит команде молодых супергероев, в составе Женщины-Паук, Бомбочки, Человек-Паук (Майлз Моралес), Плащ и Кинжал.